# سن مارتینو این پاسیریا
سن مارتینو این پاسیریا (به ایتالیایی: San Martino in Passiria) یک منطقهٔ مسکونی در ایتالیا است که در تیرول جنوبی واقع شده‌است.

## خصوصیات
سن مارتینو این پاسیریا ۳۰٫۵ کیلومترمربع مساحت و ۳٬۱۳۷ نفر جمعیت دارد و ۶۰۰ متر بالاتر از سطح دریا واقع شده‌است.